# Жозе Мармелу е Сілва
Жозе́ Анту́ніш Марме́лу е Сі́лва (порт. José Antunes Marmelo e Silva; *7 травня 1911, Ковільян, Паул — †11 жовтня 1991, Ешпіню, Ешпіню) — португальський письменник, педагог (викладач у середніх навчальних закладах), журналіст. 

## Біографія
Жозе Антуніш Мармелу е Сілва народився в Паулі, Бейра-Байша 7 травня 1911 року. 
Навчався в фунданській семінарії та в середніх школах у Ковільяні та Каштелу Бранку. 
Відвідував університети Коїмбри та Лісабона, закінчивши студії зі здобуттям ступеню з класичної філології на філфаці, де захистив дисертацію на тему: «Двотисячолітня мрія про мир: поезія Вергілія» (Um sonho de paz bimilenário: a poesia de Virgílio). 
Відбував військову службу в Мафрі та на Мадейрі. 
По тому оселився в Ешпіню, де до 1960 року входив до складу керівництва Коледжу св. Луїса (Colégio São Luís). 
Педагогічною діяльністю, а саме викладанням латини займався до 1982 року, року виходу на пенсію. 
Помер 11 жовтня 1991 року в Ешпіню.

## Творчість і визнання
Жозе Мармелу е Сілва випустив десяток книг, починаючи з 1932 року, з декількома доповненими перевиданнями. 
Улюблений жанр письменника — повість.
Бібліографія
- O Homem que Abjurou a Sociedade - Crónicas do Amor e do Tempo, 1932 (Renegado)
- Sedução, 1937
- Depoimento, 1939
- O Sonho e a Aventura, 1943
- Adolescente, 1948 - Adolescente Agrilhoado, 2ª edição acrescentada, 1958
- O Ser e o Ter seguido de Anquilose, 1968 - a primeira versão de O Ser e o Ter é O Conto de João Baião - edição única.
- Anquilose, 1971
- O Ser e o Ter, 1973
- Desnudez Uivante, 1983
- Obra completa de José Marmelo e Silva, Coordenação e prefácio de Maria de Fátima Marinho - Texto introdutórios de Arnaldo saraiva, Celina Silva, Maria Alzira Seixo, Maria Manuela Morais Silva, Pedro Eiras,   Rosa Maria Martelo 2002
- SEDUÇÃO E OUTRAS FICÇÕES  [OBRA COMPLETA] , 2016

Жозе Мармелу е Сілва нагороджений золотою медаллю міста Ешпіню (1987), 4 лютого 1989 року удостоєний звання командор Ордену «За заслуги» Президента Республіки.  
Ім'я Ж. Мармелу е Сілва носить нова Муніципальна бібліотека Ешпіню, відкрита 5 травня 2011 року на честь століття від дня його народження, а також Будинок культури в Паулі (Ковілян), відкриття якого відбулося 22 жовтня того ж (2011) року.